# Hayravank (monastère)
Le monastère de Hayravank ou Hayravanq, Ayravank, Ayrivank, Hayrivank (en arménien Հայրավանք) est un monastère arménien situé dans le marz de Gegharkunik, près de la communauté de Hayravank. Il est construit sur un promontoire rocheux dominant le lac Sevan. Son église principale a été achevée vers la fin du IXe - début du Xe siècle. Un gavit lui a été adjoint bien plus tard, aux XIIe - XIIIe siècles.

## Situation géographique
Le monastère a été érigé sur un piton rocheux situé sur la rive occidentale du lac Sevan, près de la communauté de Hayravank, dans le marz de Gegharkunik (Arménie centrale). La ville la plus proche est Sevan, à 22 km au nord-ouest.

## Bâtiments
Pour un article plus général, voir Architecture arménienne.
Le monastère est contemporain de Sevanavank et remonte au IXe siècle ; il n'en subsiste plus que l'église, le gavit et le cimetière. Le complexe est couvert de lichens lui donnant une teinte rouge-orange particulière.
L'église des IXe et Xe siècles est une tétraconque libre et est donc dotée de quatre absides semi-circulaires en moellons grossiers, un exemple typique de l'architecture arménienne de Siounie à l'époque. Son centre est surmonté d'un tambour en pierres taillées supportant un dôme, reconstruits au XXe siècle. Une chapelle lui a été adjointe au sud-est, plus tard au Xe siècle. La présence de cette chapelle ainsi que celle du gavit, accolés à l'église en raison de l'étroitesse du terrain disponible, font que les absides occidentale et méridionale ne sont plus discernables.

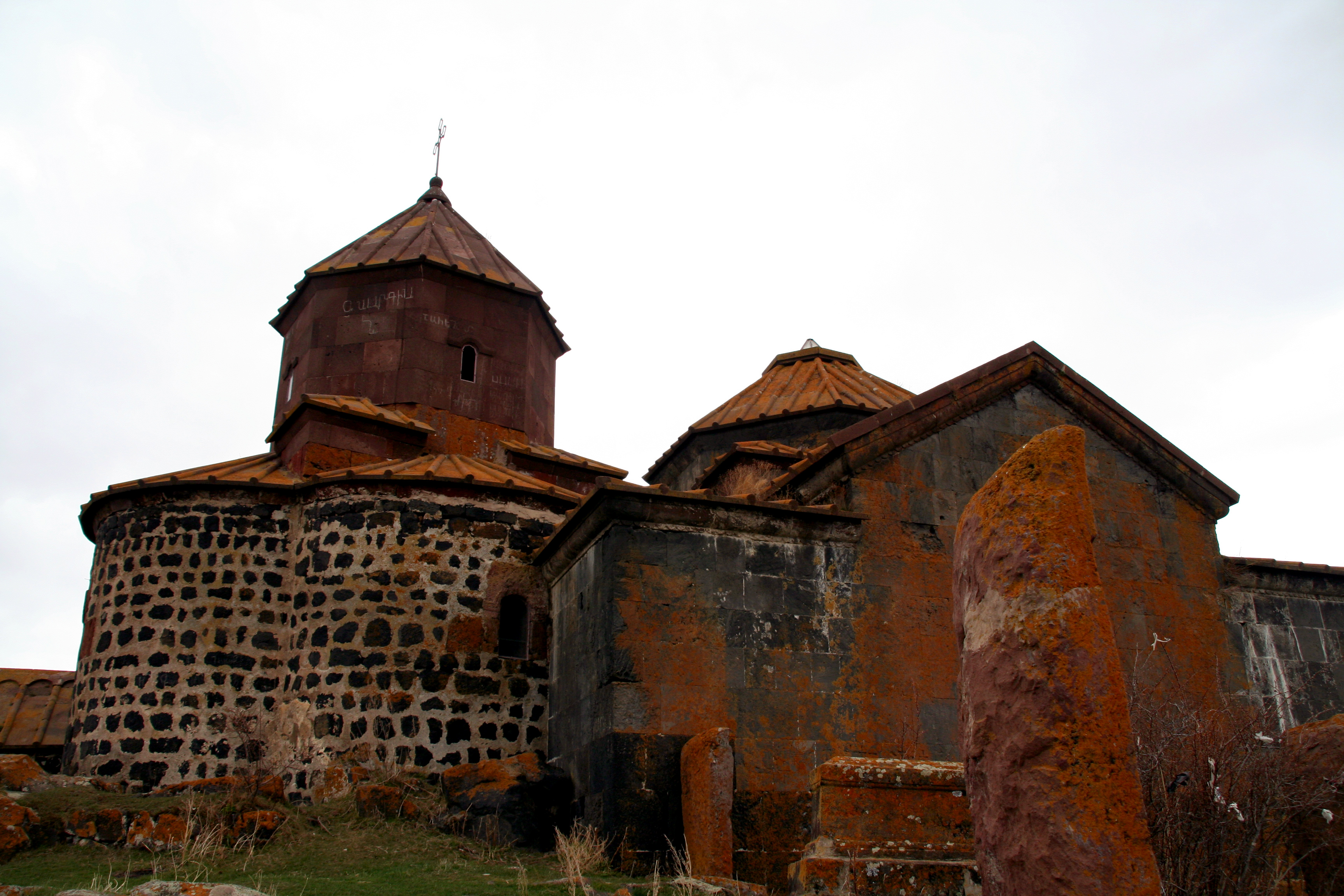
Église (à gauche) et gavit (à droite), depuis le nord.
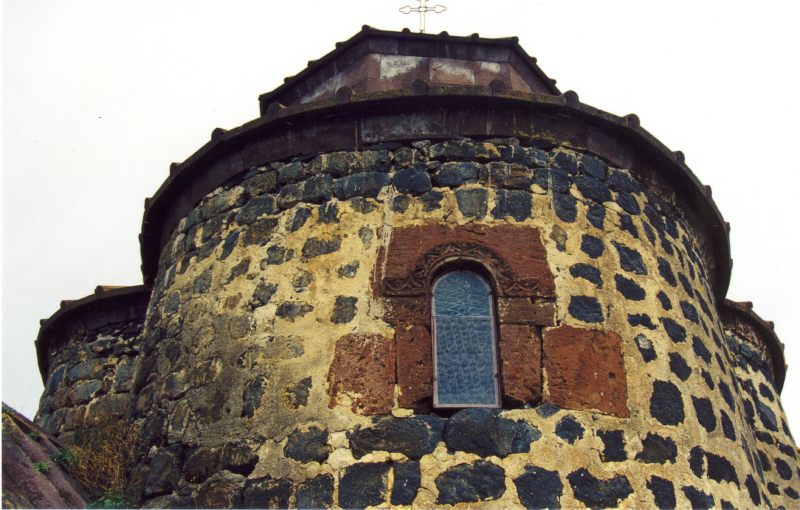
Abside orientale de l'église.
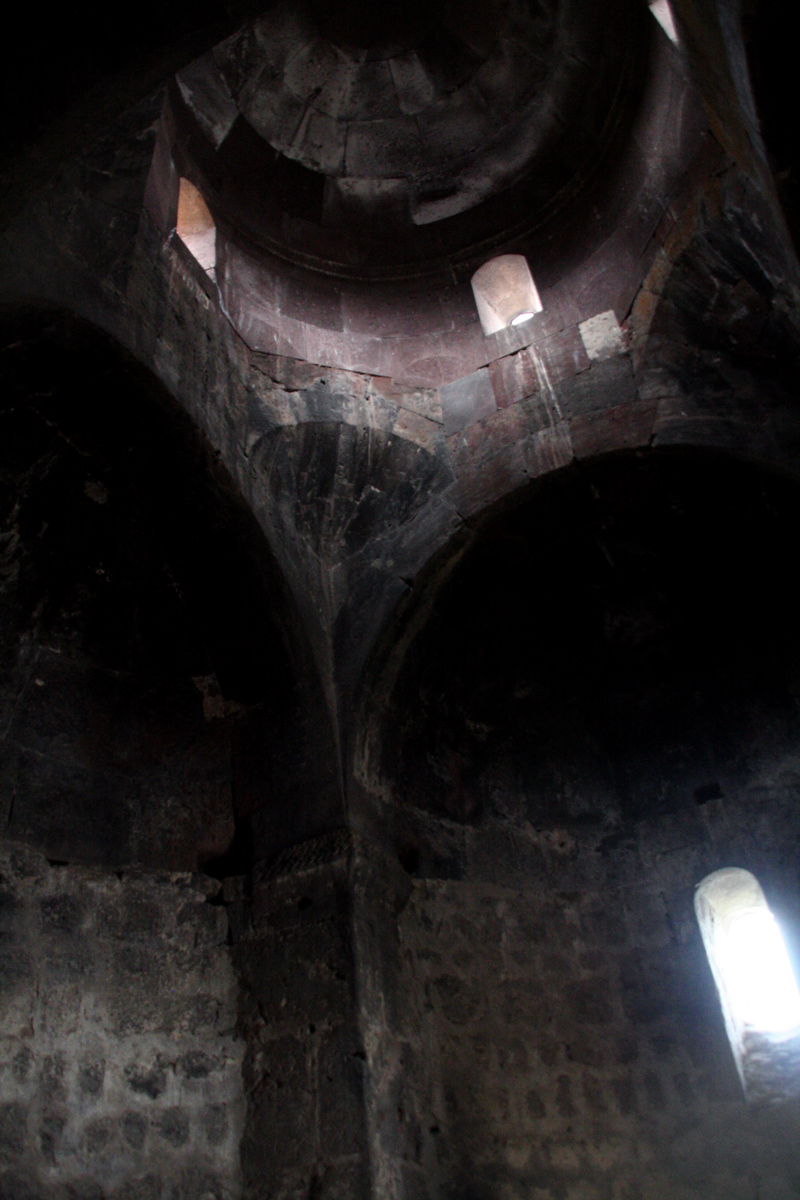
Coupole de l'église.
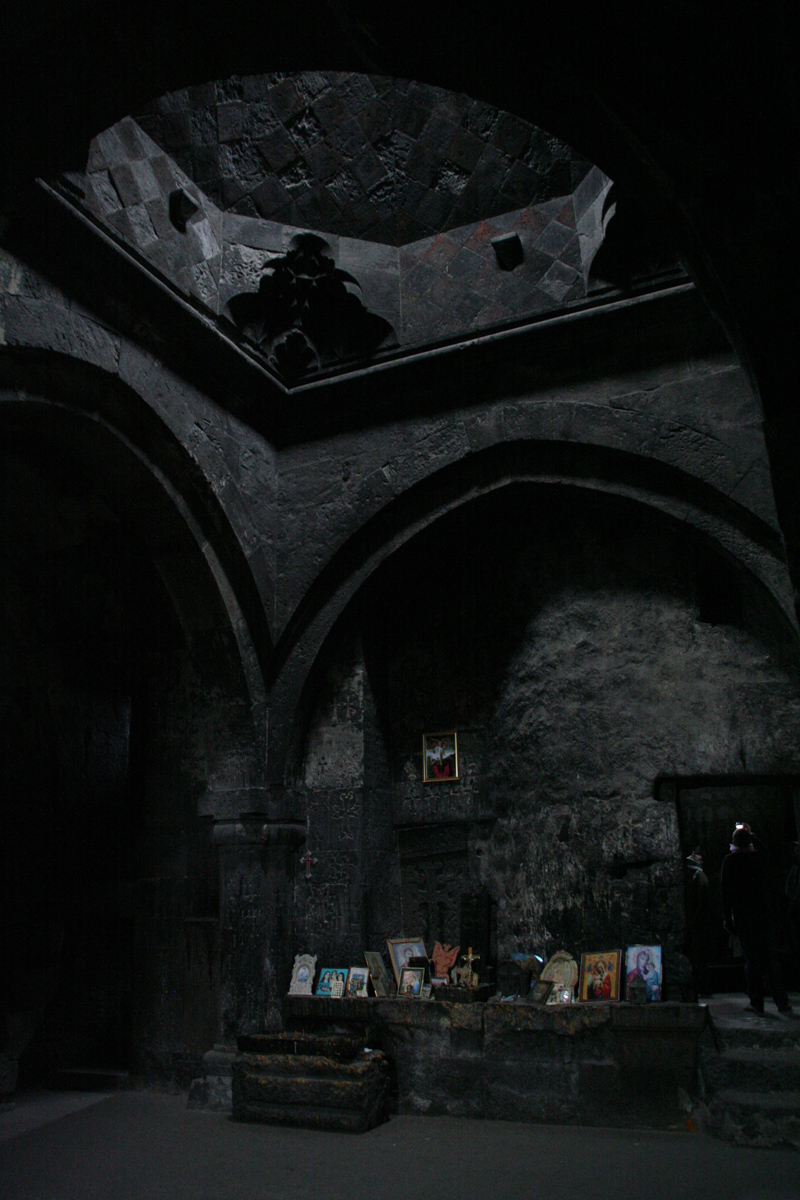
Le gavit.

Le gavit a été apposé à l'abside occidentale de l'église au XIIe ou au XIIIe siècle ; il est en outre doté d'un tambour et d'un erdik (lanternon) supporté par un tambour aux parois ornées en damier noir et rouge, un des premiers exemples de ce type. Les murs intérieurs du gavit sont décorés de croix sculptées.
Des khatchkars ont été incorporés à la façade occidentale du gavit. D'autres se dressent autour du complexe.